# William Henry Draper Jr.
William Henry Draper Jr. (10 de agosto de 1894 - 26 de dezembro de 1974) foi um oficial do exército estadunidense, banqueiro e diplomata.

## Infância e educação
William Henry Draper Jr. nasceu em 10 de agosto de 1894 em Harlem, Nova Iorque.  Seus pais eram Mary Emma Draper (1872–1960) e William Henry Draper (1859–1929). Draper recebeu um bacharelado e mestrado em economia na New York University.

## Carreira
Draper juntou-se ao Exército dos Estados Unidos logo após terminar a faculdade e serviu durante a Primeira Guerra Mundial como major na infantaria. Após a guerra, ele chegou a chefe da 77ª divisão de 1936 a 1940.
A partir de 1919, trabalhou em vários bancos em Nova Iorque. Em 1937, foi nomeado vice-presidente da Dillon Read. A Dillon Read promoveu títulos da União Soviética após seu reconhecimento pelo governo dos EUA em 1933. Ela também subscreveu milhões de dólares em títulos alemães nas décadas de 1920 e 1930.
A convite de George Marshall, mudou-se para Washington, D.C., para servir no Comitê Consultivo do Presidente e foi promovido a coronel em 1940. No início da Segunda Guerra Mundial, ele assumiu o comando da 136ª Infantaria, 33ª Divisão, da Guarda Nacional.
No final da guerra, foi promovido a general de brigada e foi enviado para Berlim para servir como chefe da Divisão de Economia, no Conselho de Controle Aliado, de 1945 a 1947. Ele se opôs ao Plano Morgenthau, que foi projetado para impedir o ressurgimento do poder econômico e militar alemão, desindustrializando-o e transformando-o em um país pastoril. Em vez disso, apoiou fortemente medidas para acelerar a recuperação econômica da Alemanha. Houve algumas críticas a ele pelo militar James Stewart Martin por deixar alguns ex-nazistas em suas posições na indústria, em particular Alexander Kreuter.
Após uma promoção a major-general, Draper foi convidado pelo novo Secretário de Guerra Kenneth C. Royall para se tornar seu subsecretário. Com a transição do Departamento de Guerra para o Departamento do Exército, Draper tornou-se o primeiro subsecretário do Exército de 18 de setembro de 1947 a 28 de fevereiro de 1949. Draper serviu como administrador da Long Island Rail Road de 1950 a 1951. Ele serviu como o primeiro embaixador dos EUA na OTAN em Paris.
Em 7 de agosto de 1948, Draper, então subsecretário de Guerra, solicitou que William L. Marbury Jr. voasse para Genebra, Suíça, e passasse um mês lá para ajudar os EUA a negociar o Acordo Geral sobre Tarifas e Comércio (GATT). Marbury era um amigo próximo de Alger Hiss. O pedido de Draper veio dias depois que Whittaker Chambers incluiu o nome de Hiss entre os de espiões do governo. Como efeito, impediu Marbury de ajudar em meio ao depoimento de Hiss em agosto e setembro, quando Hiss estava considerando um processo por difamação contra Chambers após declarações feitas em 27 de agosto na transmissão de Meet the Press da NBC Radio.
Depois de se aposentar do serviço público, ele viajou para Cidade do México para servir como presidente da Companhia Mexicana de Luz e Energia. Retornando aos EUA em 1959, ele formou a primeira empresa de capital de risco da Costa Oeste, Draper Gaither.
Em 1967, se aposentou da Draper Gaither, mudou-se para Washington, D.C. e ingressou na Combustion Engineering em Nova Iorque como presidente, aposentando-se alguns anos depois para integrar a Comissão de População das Nações Unidas, servindo de 1969 a 1971. Ele também cofundou o Comitê de Crise Populacional em 1965.

## Vida pessoal
Em 7 de setembro de 1918, Draper casou-se com Katherine Louise Baum, filha de George Baum de Yonkers, Nova Iorque. Antes de sua morte em 1942, eles eram pais de três filhos:
- Dorothy Draper (1920–2017), graduada na Universidade DePauw que se casou com o tenente James R. Wagner.[13] Após a morte dele, ela se juntou ao WAVES e mais tarde se casou com Phillips Hawkins em 1947.[14][15]
- Katherine Louise Draper (1922–2021),[16] também graduada na Universidade DePauw que se casou com George Dow Haimbaugh Jr. em 1960.[17]
- William Henry Draper III (1928), um empresário.

Em 12 de março de 1949, casou-se com Eunice Barzynski, filha de Joseph E. Barzynski. Draper morreu em 26 de dezembro de 1974 de um ataque cardíaco em Nápoles, Flórida. Após um funeral em Fort Myer, ele foi enterrado no Cemitério Nacional de Arlington.